# Leseni most na Savi pri Litiji
Leseni most na Savi premošča Savo pri železniški postaji Sava blizu Litije. Zaradi uvedbe novih gradiv v mostogradnjo se takšne konstrukcije ne gradijo več, dotrajani leseni mostovi pa se zamenjujejo z mostovi iz betona. Most v naselju Sava je bil zgrajen šele leta 1935. 
Most je dolg 98,5 metrov in širok pet metrov. Mogočna lesena predalčna konstrukcija leži na dveh betonskih stebrih skoraj 10 metrov nad reko Savo. Most ima streho, ki ščiti leseno konstrukcijo pred vremenskimi vplivi (taka streha je za lesene mostove prej izjema kot pravilo). Most je v redni uporabi, čezenj pa ni možen promet s tovornimi avtomobili. Vozišče je leseno.
Gradnja je trajala približno pol leta, ob začetku jo je zaznamovala hujša delovna nesreča, ko je večstokilogramski tram med montažo zrušil nosilno konstrukcijo in pri tem pod seboj pokopal glavnega tesarskega mojstra Ivana Golobarja. Obnovljen je bil v letih 1946 in 1991.

## Galerija
- Leseni most preko Save, Sava pri Litiji
- Leseni most preko Save, Sava pri Litiji